# 라인홀드 니버
칼 폴 라인홀드 니버(Karl Paul Reinhold Niebuhr, 1892년 6월 21일 ~ 1971년 6월 1일) 혹은 니버는 개신교 신학자이며 기독교 윤리학자이다. 기독교 신앙을 현실적인 현대 정치와 사회에 접목시킨 기독교 현실주의로 유명하다. 현대 정의로운 전쟁(just war) 사상에 크게 기여하였다. 동생은 그리스도와 문화라는 책으로 유명한 헬무트 리처드 니버이다.

## 생애

### 신학교육
미국 미주리주 라이트 시(Wright city)에서 독일 선교사인 구스타프 니부어(Gustav Niebuhr)목사의 아들로 태어났다. 구스타프 목사는 복음주의 개혁교회(Evangelical and Reformed Church)의 신학을 따르는 북미 복음주의 시노드(Evangelical Synod of North America)의 목사(Pastor)였다. 그는 동생인 헬무트 리처드 니부어(Helmut Richard Niebuhr)와 함께 아버지와 같은 길을 걷기로 결심하였다. 일리노이주의 엘름허스트 대학(Elmhurst College)에 입학하여 1910년에 졸업하였다. 후에 미주리주 세인트루이스(St. Louis)에 있는 이든 신학교(Eden Seminary)에서 공부하였고, 다시 예일 대학교(Yale University)에서 1914년 신학사 학위(Bachelor of Divinity Degree, 약칭 B.D.)를 받고 알파 시그마 파이회(Alpha Sigma Phi Fraternity)의 회원이 되었다. 개신교 목사 안수를 받은 것은 1915년이다.

### 목회

#### 노동운동 지지
독일 복음주의 선교 위원회(the German Evangelical Mission Board)는 그를 디트로이트(Detroit)로 보냈다. 도착 당시 신도의 수는 65명이었으나 1928년 그곳을 떠날 때에는 700명에 이르렀는데, 이러한 증가는 당시 자동차 산업의 붐에 이끌린 새로운 인구의 유입에 힘입었다. 산업화가 노동자들에게 끼친 비도덕화에 괴로워하여 헨리 포드를 비판하였고, 설교를 통해 노조를 조직하도록 돕거나 공장의 조립 라인이 초래하는 비인간적인 노동조건과 잘못된 근로관행에 관한 글을 썼다.

#### KKK와의 대결
KKK (Ku Klux Klan)이 1915년에 부활하여 1920년대에 중서부와 서부의 주요도시에서 위세를 떨쳤다. 미시간주의 7만 (KKK)회원 절반가량이 디트로이트에 살았는데, 1924년에는 시장 선거에서 그 회원이 당선될 뻔한 일도 있었다. 백인과 흑인의 긴장에 더하여, 동부 및 서남부 유럽으로부터 점증하는 이주민들까지 끼어서, 도시 전체가 사회적인 격변에 휩싸였다. 이 조직은 새로이 유입되는 사람들에 대해 경쟁력을 갖지 못한 백인 하층민들에게 특히 강한 영향력을 행사하였다. 니부어는 KKK를 비판하였다. 그는 이를 "종교적인 자존심을 가진 사람들이 발전시킨 부정적인 사회현상의 하나"라고 보았다.

#### 평화주의
1923년 유럽을 방문하여 지식인들과 신학자들을 만났다. 프랑스의 점령하에 있던 독일의 상황에 실망하였고, 제1차 세계대전때 취했던 평화주의자의 입장이 더욱 확고해졌다.
1928년 디트로이트를 떠나 뉴욕에 있는 뉴욕 유니언 신학교(Union Theological Seminary)의 교수가 되었고 1960년까지 생의 나머지 대부분을 그곳에서 보냈다. 이곳에서 많은 세대의 학생들에게 영향을 끼쳤다. 나치의 국가폭력(유대인 박해)에 대항하여 고백교회(Confessing Church)를 세운 독일의 루터교회 신학자 디트리히 본회퍼(Dietrich Bonhoeffer)도 그 중 한 사람이다.
생애 전반에 걸쳐 저술과 출판활동을 계속하였으며, 1941년부터 1966년까지 잡지 《기독교와 위기》(Christianity and Crisis)의 편집자로서 일했다.

#### 가족
1931년 영국의 신학자 우르술라 케셀 콤프턴 (Ursula Kessel-Compton)과 결혼하였다. 슬하에 아들과 딸이 각각 1 명 있다.

## 업적

#### 정치활동
1930년대에 미국 사회당(Socialist Party of America)의 전투적인 분파의 리더였다. 미국 공산당(Communist Party of the USA, CPUSA)이 통일전선 계획을 채택하도록 도왔다. 정치적으로 반대자였던 루이스 왈드만(Louis Waldman)에 따르면 심지어 젊은이들 사이에서 군사적인 훈련을 이끌기도 하였다.
제2차 세계대전이 발발하자 그의 자유주의적 사상의 뿌리인 평화주의에 중대한 변화가 생겼다. 자유주의적인 동료들로부터 거리를 두기 시작했고 전쟁을 옹호하게 되었다. 곧 화해의 동지회(Fellowship of Reconiliation)를 이탈하였고 그들을 강하게 비판하였다. 결국 기독교 현실주의(Christian Realism)라고 불리는 운동을 일으켰다. 기독교 현실주의는 동시대 기독교인들의 이상주의보다 훨씬 강경한 정치적태도를 취했다. 2차 세계대전에서 미국의 적극적인 활동과 반공산주의 그리고 핵무기개발을 지지하였다.

#### 철학적 저술
1952년에 《미국 역사의 아이러니》에서 자신의 정치, 이데올로기, 도덕, 종교적 투쟁에 대해 썼다. 젊은 시절 몸담았던 자유주의적인 사회복음주의(social gospel liberalism)을 비판하고 대안을 모색하였다. 한동안 마르크스주의와 기독교를 융합하는 시도를 하였지만 여러 가지 정치적인 경험과 기독교적 가치의 깊은 뿌리가 이데올로기 편향적 자세를 버리도록 하였다. 자신의 고유한 정치적 지혜와 개혁주의 신학의 어거스틴 사상을 결합시켰다. 1939년 에딘버러대학교(Edinburgh University)의 기포드 강연(Gifford Lectures)에 초빙되었는데 이때 자신의 사상의 정수를 표현하였다.
그의 정치, 사상적 활동은 세계사의 가장 힘든 시기에 이루어졌다. 두 번의 세계대전과 대공황 등을 몸소 체험했으며 인간의 부정의(injustice)와 그러한 부정의를 점증시키는 시스템을 무너뜨려야할 필요성에 대해서 저술하였다. 유럽에서 파시즘의 가공할 위협과 2차 세계대전의 공포를 목도하고 이에 대항하기 위해서는 기독교인이라도 힘으로 맞서야 한다고 보았다. 이로부터 얻은 교훈을 확장하여 민중들에게 권력을 가져다줄 수 있는 민주주의를 만들고 타인에 대한 인간의 지배를 없앨 필요성을 역설하였다.
사회적 정의를 소리높여 외치는 열렬한 민주사회주의자(democratic socialist)였다. 한때는 프랭클린 D. 루스벨트의 뉴딜 정책(New Deal)이 실현불가능하다고 비판하였지만 전후에는 실용주의적인 자세를 취하여, 뉴딜 정책과 민주당의 '활력넘치는 중도'(Vital Center)라는 개념을 지지하였다. 복지 자본주의(Welfare capitalism) 등장에 큰 역할을 했다.

#### 지혜를 바라는 기도
| “ | 주여, 우리에게 은혜를 내려주소서. 그리하여, 바꿀 수 없는 일을 받아들이는 냉정함과, 바꿀 수 있는 일을 바꾸는 용기를, 그리고 이 두 가지를 분별하는 지혜를 허락해주소서. | ” |

〈평온을 비는 기도〉(serenity prayer)의 저자이다. 금주협회(Alcoholics Anonymous, AA)에서는 이를 약간 바꿔서 사용하고 있다. 이전까지는 전혀 논란의 여지가 없었으나 근래 기도문의 진정한 저자에 대해서 다소간 논쟁이 발생하였다. 니부어는 자신이 그 저자임을 분명히 밝힌 바 있다.

#### 저작
- Leaves from the Notebook of a Tamed Cynic (1930)
- 도덕적 인간과 비도덕적 사회 (Moral Man and Immoral Society, 1932)
- 기독교 윤리 해석학 (Interpretation of Christian Ethics, 1935)
- 비극을 넘어서 (Beyond Tragedy, 1937)
- 인간의 본성과 운명 (The Nature and Destiny of Man, 1941)
- 빛의 자녀와 어둠의 자녀 (The Children of Light and the Children of Darkness, 1944)
- Faith and History (1949)
- 미국 역사의 아이러니 (The Irony of American History , 1952)
- Christian Realism and Political Problems (1953)
- The Self and the Dramas of History (1955)
- Love and Justice (1957)
- Pious and Secular America (1958)
- The Structure of Nations and Empires (1959)
- The Essential Reinhold Niebuhr (1987)
- Remembering Reinhold Niebuhr. Letters of Reinhold & Ursula M. Niebuhr (1991)

## 같이 보기
- 평온을 비는 기도